# Brec Bassinger

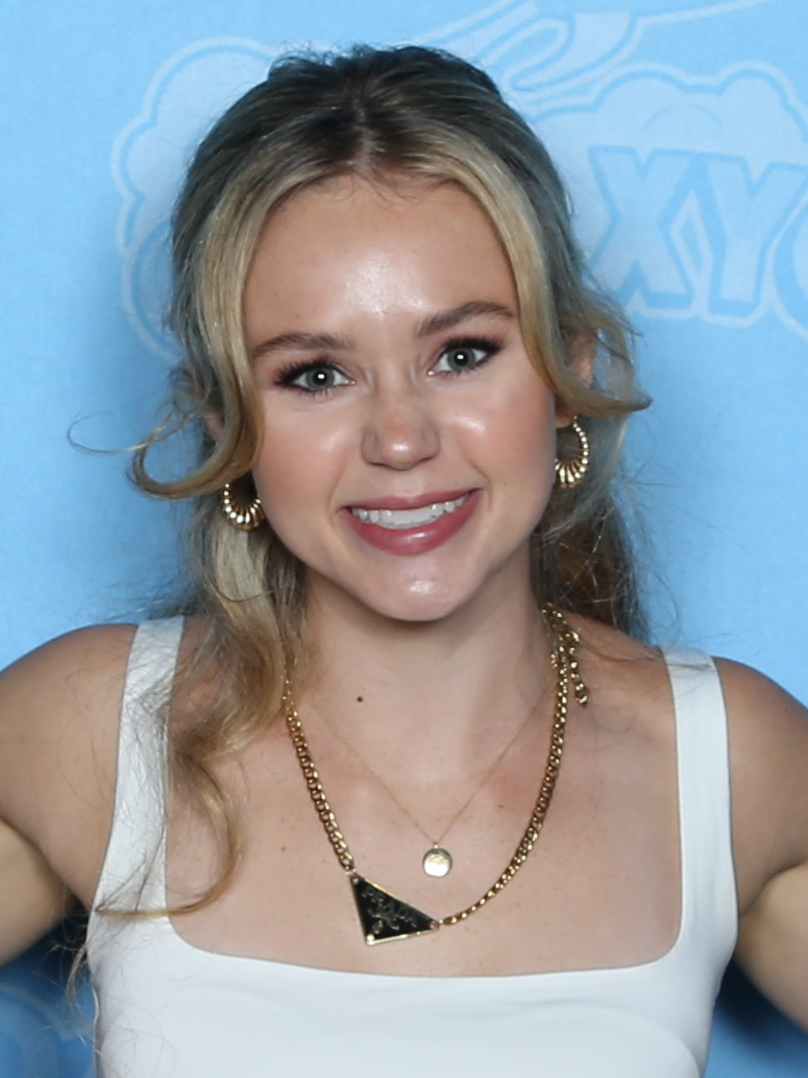
Brec Bassinger (GalaxyCon 2022)

Brec Bassinger (ur. 25 maja 1999 w Saginaw) – amerykańska aktorka, która wystąpiła m.in. w serialach: Stargirl, All Night, Szkoła rocka oraz Bella i Buldogi.

## Filmografia

### Filmy
| Rok  | Tytuł                                | Rola                  | Uwagi           |
| ---- | ------------------------------------ | --------------------- | --------------- |
| 2018 | Status Update                        | Maxi Moore            |                 |
| 2018 | Killer Under the Bed                 | Kilee                 |                 |
| 2019 | Podwodna pułapka 2: Labirynt śmierci | Catherine             |                 |
| 2023 | The Man in the White                 | Margaret              |                 |
| 2025 | Oszukać przeznaczenie: Więzy krwi    | młodsza Iris Campbell |                 |
|      | Saturday at the Starlight            | Felicia               | w postprodukcji |

### Telewizja
| Rok        | Tytuł                 | Rola                         | Uwagi               |
| ---------- | --------------------- | ---------------------------- | ------------------- |
| 2013, 2016 | Goldbergowie          | Zoe Macintosh                | 2 odc.              |
| 2013–2014  | Nawiedzeni            | Emma                         | 10 odc.             |
| 2015–2016  | Bella i Buldogi       | Bella Dawson                 | gł. rola            |
| 2015       | Liar, Liar, Vampire   | Vi                           | film TV             |
| 2016–2018  | Szkoła rocka          | Kale                         | 12 odc.             |
| 2018       | All Night             | Roni                         | gł. rola            |
| od 2019    | Harmidom              | Margo Roberts                | głos; rola drugopl. |
| 2019       | Chicken Girls         | Babs                         | 6 odc.              |
| 2020       | Legends of Tomorrow   | Courtney Whitmore / Stargirl | rola cameo          |
| 2020–2022  | Stargirl              | Courtney Whitmore / Stargirl | gł. rola            |
| 2023       | Titans                | Courtney Whitmore / Stargirl | 1 odc.              |
| 2023       | Dzienniki kropeluszek | Willow                       | 1 odc.              |
| 2023       | V.C. Andrews' Dawn    | Dawn Longchamp               | gł. rola, 4 odc.    |